# Выборы в Армении
Выборы в Армении — система избрания представителей на выборные должности в Республике Армения.

## Избрание депутатов Национального Собрания
Всеобщим прямым голосованием граждан республики старше 18 лет избираются депутаты Национального Собрания Армении (парламента).  На выбор граждан выставляются закрытые списки кандидатов в депутаты от каждой партии (или избирательного блока партий) участвующей в выборах.  Распределение голосов граждан проводится по пропорциональной системе. При этом избирательным кодексом гарантируется формирование стабильного парламентского большинства.

### Формирование избирательных списков
Согласно Конституции депутатом Национального Собрания может быть избрано каждое лицо, достигшее 25 лет, последние четыре года являющееся гражданином только Республики Армения, последние четыре года постоянно проживающее в Республике Армения, обладающее избирательным правом и владеющее армянским языком.
Число представителей каждого пола в верхней части произвольной длины списка кандидатов от каждой партии должно быть не менее 30%.
Согласно установленному избирательным кодексом порядку по одному мандату зарезервировано для представителей четырех наиболее многочисленных национальных меньшинств (по результатам последней переписи — русских, езидов, курдов и ассирийцев).

### Проходной барьер
Установлен процентный барьер в 5% действительных голосов для партий и 7% для блоков. В случае если этот барьер преодолевают менее трех партий (блоков), то мандаты распределяются между тремя партиями (блоками) получившими наибольшее количество голосов избирателей.

### Формирование коалиций
После публикации предварительных результатов центральной избирательной комиссией выборов партии (блоки) имеют 6 дней для формирования в случае необходимости коалиции из 2 или 3 партий (блоков) и предоставления кандидатуры премьер-министра поддерживаемой большинством предварительно распределенных мандатов.

### Бонусная система
Сохраняется введённая правками 2015 года т.н. "бонусная система" по которой партии или избирательному блоку или их коалиции имеющей большинство мандатов, но набравшей менее 54% предоставляются дополнительные мандаты для достижения 54% всех мандатов парламента.
В то же время если ее результат превышает 66%, то ей предоставляются только 66% мандатов парламента, а остальные мандаты распределятся между другими партиями участвующими в выборах согласно количеству полученных ими голосов путем выделения другим партиям (блокам) дополнительных мест в парламенте.

### Второй тур выборов
Если же в течение 6 дней после опубликования центральной избирательной комиссией предварительных результатов выборов не поступает кандидатуры премьер-министра с поддержкой большинства голосов, то на 28-й день со дня голосования проводится второй тур парламентских выборов, в которых на выбор граждан выставляются только две партии (или блока) набравших наибольшее количество голосов в первом туре и примкнувшие к ним политические силы.  При этом лидеры первого тура могут формировать новые избирательные блоки с включением других партий (блоков).
При распределении мест в парламенте, места полученные по результатам первого тура сохраняются. Согласно "бонусной системе" победившая во втором туре политическая сила получает не менее 54% мест в парламенте, но не более 66%.

### Принятые, но ещё не вступившие в силу поправки
В мае 2021 года приняты поправки к Избирательному Кодексу, которые вступят в силу не ранее 1 января 2022 года. Таким образом, они не будут применяться при парламентских выборах 2021 года. В частности, изменён проходной барьер: для партий понижен с 5% до 4%, а для избирательных блоков повышен с 7% до 8% (для блоков из 2-3 партий) и до 10% (для более крупных блоков).
Кроме того, из избирательных списков будут исключены граждане, которым не выдавались паспорта с не истекшим к выбором сроком действия (к примеру, из-за длительного отсутствия в стране).

### Пропорциональность избирательной системы
Хотя действующая избирательная система не имеет мажоритарных округов и распределение мандатов осуществляется исключительно по пропорциональным спискам, тем не менее она не реализует полной пропорциональности распределения мандатов голосам избирателей вследствие: 1) исключения из распределения мандатов партий и блоков не проходящих избирательный барьер и 2) распределения мандатов по "бонусной системе".
До изменения избирательного кодекса в апреле 2021 года половина депутатов избиралась по открытым партийным спискам также по пропорциональной системе, при этом отдельные партийные списки представлялись для каждого из 13 крупных многомандатных избирательных округов (регионов).
Ранее выборы в парламент проводились по смешанной мажоритарно-пропорциональной системе, а до этого — по исключительно по мажоритарным одномандатным избирательным округам.

## Выборы в Национальном Собрании
Избрание президента Армении осуществляется депутатами парламента. До внесения конституционных поправок 2015 года, президент Армении являющийся главой исполнительной власти избирался всеобщим прямым голосованием граждан страны.
Парламент также избирает Премьер-Министра, членов Конституционного Суда, Омбудсмена и представителей ряда других органов власти. Назначение на должность избранных парламентом кандидатов осуществляется президентом, который обязан произвести назначение или оспорить выбор в Конституционном Суде.

## Избрание представителей местных органов власти
В крупных городах жители избирают Совет Старейшин (муниципального совета) города, который затем избирает мэра города.  Так избирается мэр Еревана.
В муниципалитетах, имеющих более 4000 избирателей выборы главы муниципалитета и члена муниципального совета проводятся по пропорциональной избирательной системе.
В муниципалитетах, имеющих до 4000 избирателей (за исключением многонаселенных населенных пунктов), выборы главы муниципалитета и члена муниципального совета проводятся по мажоритарной избирательной системе.
Руководители других общин избираются жителями общины прямым голосованием. При этом укрупненные общины состоят из нескольких населенных пунктов.